# El Limón (Panama)
El Limón è un comune (corregimiento) della Repubblica di Panama situato nel distretto di Santa María, provincia di Herrera. Si estende su una superficie di 23,8 km² e conta una popolazione di 1.221 abitanti (censimento 2010).